# Damian Sylwestrzak
Damian Sylwestrzak (ur. 16 marca 1992 we Wrocławiu) – polski sędzia piłkarski reprezentujący Dolnośląski Związek Piłki Nożnej, arbiter Ekstraklasy (od 2020) i międzynarodowy FIFA (od 2021), ekonomista.

## Kariera
Damian Sylwestrzak urodził się 16 marca 1992 i pochodzi z Wrocławia. Jest on sędzią wywodzącym się z Dolnośląskiego Związku Piłki Nożnej. W dzieciństwie uczęszczał do grup młodzieżowych Parasola Wrocław. Kurs sędziowski przeszedł w 2011 roku w Akademii Wychowania Fizycznego im. Polskich Olimpijczyków we Wrocławiu. Swój pierwszy mecz w III lidze przeprowadził 30 lipca 2016 roku, było to zakończone jednobramkowym remisem spotkanie między Ruchem Zdzieszowice a Rekordem Bielsko-Biała. Podczas swego czwartego meczu w III lidze, którym było spotkanie w ramach kursu sędziowskiego CORE Polska między Sołą Oświęcim a Podhalem Nowy Targ (2:2), pokazał 11 żółtych kartek i 2 czerwone.
W grudniu 2017 otrzymał powołanie do kursu uprawniającego do sędziowania na szczeblu centralnym. Pierwszym meczem, który sędziował w II lidze było spotkanie rozegrane 28 lipca 2018 roku między Rozwojem Katowice a Widzewem Łódź (0-4). Trzy miesiące później otrzymał 1/16 finału Pucharu Polski między Polonią Środa Wielkopolska a Odrą Opole (0:1). W I lidze zadebiutował 11 maja 2019 w meczu Sandecja Nowy Sącz – Raków Częstochowa (2:2). W 2019 otrzymał awans do grupy Top-Amator A. W kolejnym sezonie sędziował łącznie w 15 meczach tej klasy rozgrywkowej.

### Kariera międzynarodowa
W 2021 został sędzią międzynarodowym, otrzymując powołanie do drugiej grupy sędziów międzynarodowych. W maju 2021 uczestniczył w kursie CORE UEFA. 
W czerwcu 2024 został nominowany do I kategorii sędziów FIFA, zastępując Daniela Stefańskiego. W styczniu 2025 wyznaczony został do wzięcia udziału w kursie UEFA Elite.

## Życie prywatne
Z wykształcenia ekonomista, pracuje w banku. Absolwent kierunku finanse i rachunkowość. Posiada żonę, Zuzannę i czwórkę dzieci.
W 2009 roku założył klub piłkarski OKS Karłowice Wrocław, który przez 3 lata rywalizował w Klasie C.